# باربر درجه ۱ (فیلم ۱۹۹۱)
باربر درجه ۱ 
(به تلوگویی: Coolie No. 1) فیلمی محصول سال ۱۹۹۱ و به کارگردانی کی. راگاوندرا رائو است. در این فیلم بازیگرانی همچون داگوباتی ونکاتش، تابو، شارادا و موهان بابو ایفای نقش کرده‌اند.